# 奥莉加·亚历山德罗芙娜·拉德任斯卡娅
奥莉加·亚历山德罗芙娜·拉德任斯卡娅（俄语：Óльга Алекса́ндровна Лады́женская，1922年3月7日—2004年1月12日），俄罗斯数学家。她主要对于偏微分方程（特别是希尔伯特第十九问题）与流体力学有着重大贡献。奥莉加给出了NS方程有限差分法收敛的严格证明，也证明了二维NS方程的整体适定性。她是伊万·彼得罗夫斯基的学生，也是冯·诺伊曼讲座奖1998年的获奖者和罗蒙诺索夫金质奖章2002年的获奖者。奥莉加一生留下超过250篇论文，其中有6篇专论。

## 生平
奥莉加在科洛格里夫出生并成长，是一位数学教师的女儿，从小对数学耳濡目染。1937年，她的父亲被苏联的内务人民委员部加以“人民的敌人”的罪名而逮捕、处决。1939年，奥莉加高中毕业，但由于其父亲的罪名，无法通过政治审查进入列宁格勒国立大学（今圣彼得堡大学）。
1941年6月德国入侵苏联后，奥莉加进入了一所教育机构，在科洛格里夫任教。1943年，奥莉加进入莫斯科大学得以继续学习，并于1947年毕业。大学毕业后，她移居列宁格勒，并迅速与她的学生安德烈·基谢廖夫结婚。1950年，她开始于列宁格勒国立大学任教。1953年，她发表了博士学位论文。1954年，她加入斯捷克洛夫数学研究所数理实验室并于1961年成为该实验室的负责人。1959年，奥莉加加入圣彼得堡数学协会，并最终于1991年成为该协会的会长。
在发表了她的理论之后，奥莉加继续她的教学与研究工作。苏联解体后，她选择留在俄罗斯。2004年1月24日，奥莉加去世，留下超过250篇论文。

## 学术成就
奥莉加对于偏微分方程（特别是希尔伯特第十九问题）与流体力学有着重大贡献。她给出了纳维-斯托克斯方程有限差分法收敛的严格证明。她是伊万·彼得罗夫斯基的学生，也是冯·诺伊曼讲座奖1998年的获奖者和罗蒙诺索夫金质奖章2002年的获奖者。
奥莉加曾被提名1958年的菲尔兹奖，但最终没有获奖。

## 社会认可
奥莉加是苏联科学院院士（1990年）、俄罗斯科学院院士（1991年）。
在2019年3月7日，奥莉加的97周年诞辰，搜索引擎谷歌推出了Google涂鸦纪念奥莉加。谷歌的评论写道：“今天的涂鸦纪念俄罗斯数学家奥莉加·拉德任斯卡娅，她克服了个人的悲剧和障碍，成为了她那个时代最有影响力的思想家之一”。

## 出版物
- 《粘性不可压缩流的数学理论》：

Ladyzhenskaya, O.A., , Mathematics and Its Applications 2 Revised Second, New York; London; Paris; Montreux; Tokyo; Melbourne: Gordon and Breach: xviii+224, 1969 [1963], MR 0254401, Zbl 0184.52603.
- 《抛物型线性和拟线性方程》：

Ladyženskaja, O.A.; Solonnikov, V.A.; Ural'ceva, N.N., , Translations of Mathematical Monographs 23, Providence, RI: American Mathematical Society: xi+648, 1968, ISBN 978-0821886533, MR 0241821, Zbl 0174.15403.
- 《线性和拟线性椭圆方程》：

Ladyzhenskaya, Olga A.; Ural'tseva, Nina N., , Mathematics in Science and Engineering 46, New York and London: Academic Press: xviii+495, 1968, ISBN 978-0080955544, MR 0244627, Zbl 0164.13002.
- 《数学物理中的边值问题》 ：

Ladyzhenskaya, O.A., , Applied Mathematical Sciences 49, Berlin; Heidelberg; New York: Springer Verlag: xxx+322, 1985, ISBN 978-0521399227, MR 0793735, Zbl 0588.35003（Jack Lohwater翻译）
- 《半群和演化方程的吸引子》：

Ladyzhenskaya, O.A., , Lezioni Lincee, Cambridge: Cambridge University Press: xi+73, 1991, ISBN 978-0521399227, MR 1133627, Zbl 0755.47049